# Zoran Savić
Zoran Savić es un exbaloncestista serbio. Nació el 18 de noviembre de 1966 en Zenica (actual Bosnia y Herzegovina). Destacó como pívot (medía 2,06 metros de estatura). Jugó en los principales equipos de las ligas yugoslava, española, italiana y griega, atesorando un gran palmarés de títulos, tanto nacionales como internacionales. Titular habitual de la Selección yugoslava en los años 1990, participó en la consecución de la medalla de plata en los Juegos Olímpicos de Atlanta de 1996, además de una medalla de oro en unos campeonatos del mundo y en tres campeonatos de Europa. Desde 2005, hasta 2008 (cuando fue sustituido por Joan Creus) fue el director Técnico del F. C. Barcelona de baloncesto. Ha jugado 23 finales y ha ganado 21 (con 7 clubes de 4 países distintos y con 2 selecciones yugoslavas, la antigua Yugoslavia y, desde 1995, la Yugoslavia serbia y montenegrina), por lo que, con más de un 91% de éxito le convierten en el jugador de élite profesional con el mayor porcentaje de victorias en finales sénior FIBA de clubes y selecciones. Casado con Anita Savic desde 1992

## Clubs como jugador
- HKK Čapljina Lasta (Yugoslavia): 1985-1987.
- KK Čelik (Yugoslavia): 1987-1989.
- Jugoplástika/Pop 84 Split (Yugoslavia): 1989-1991.
- F. C. Barcelona (España): 1991-1993.
- PAOK Salónica FC (Grecia): 1993-1995.
- Real Madrid (España): 1995-1996.
- Kinder Bolonia (Italia): 1996-1998.
- Efes Pilsen (Turquía): 1998-1999.
- F. C. Barcelona (España): 2000-2001.
- Skipper Bolonia (Italia): 2001-2002.

## Palmarés como jugador
- Con el Jugoplastika de Split:

- 2 Copas de Europa (1989, 1990)
- 2 Ligas de Yugoslavia (1989-90 y 1990-91)
- 2 Copas de Yugoslavia (1989-90 y 1990-91)

- Con el F. C. Barcelona:

- 1 Liga ACB (2000-01)
- 1 Copa del Rey (2000-01)

- Con el Kinder de Bolonia

- 1 Euroliga ( 1997-98)
- 1 Liga de Italia (1997-98)
- 1 Copa de Italia (1997-98)

- Con el PAOK Salónica:

- 1 Copa Korac (1993-94)
- 1 Copa de Grecia (1994-95)

## Distinciones individuales como jugador
- Nominado MVP de la final de la Euroliga de la temporada 1997-98
- Participante en el ACB-LEGA All Star de Madrid-92
- Participante en el HEBA All Star de Atenas-94
- Participante en el ACB All Star de Girona-95
- Participante en el FIBA All Star de Estambul-96
- Participante en el FIBA All Star de Tel Aviv-97

## Trayectoria como secretario técnico
- Climamio de Bolonia (Italia): 2002-2005.
- F. C. Barcelona (España): 2005-2008
- Fortitudo Blogna (Italia) 2008-2009
- KK Partizan (Serbia) 2021-

## Palmarés como secretario técnico
- Con el Climamio de Bolonia:

- 1 Liga de Italia (2004-05)
- 2 Subcampeonatos de la Liga de Italia (2002-2003 y 2003-04)
- 1 Finalista de la Euroliga (2003-2004)
- 2 Clasificados Top 16 (2002-03 y 2004-05)

- Con el F. C. Barcelona:

- 1 Copa del Rey
- 2 Subcampeonatos de la Liga ACB (2006-2007 y 2007-08)